# St-Boscat (Tréogat)
St-Boscat ist eine römisch-katholische Pfarrkirche in Tréogat (Département Finistère) in der Bretagne. Die Kirche ist seit 2008 als Monument historique eingetragen.

## Geschichte

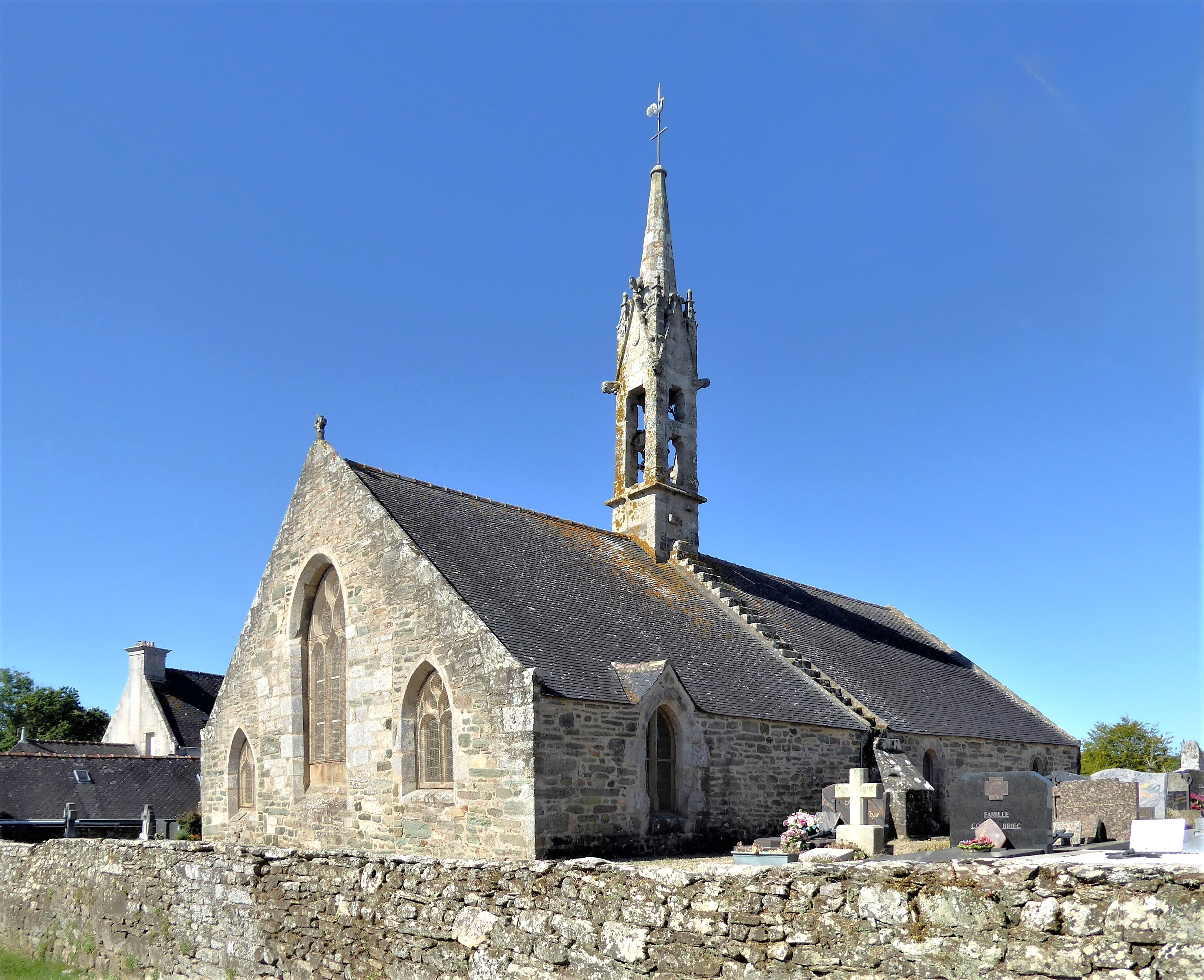
Tréogat, Kirche St-Boscat

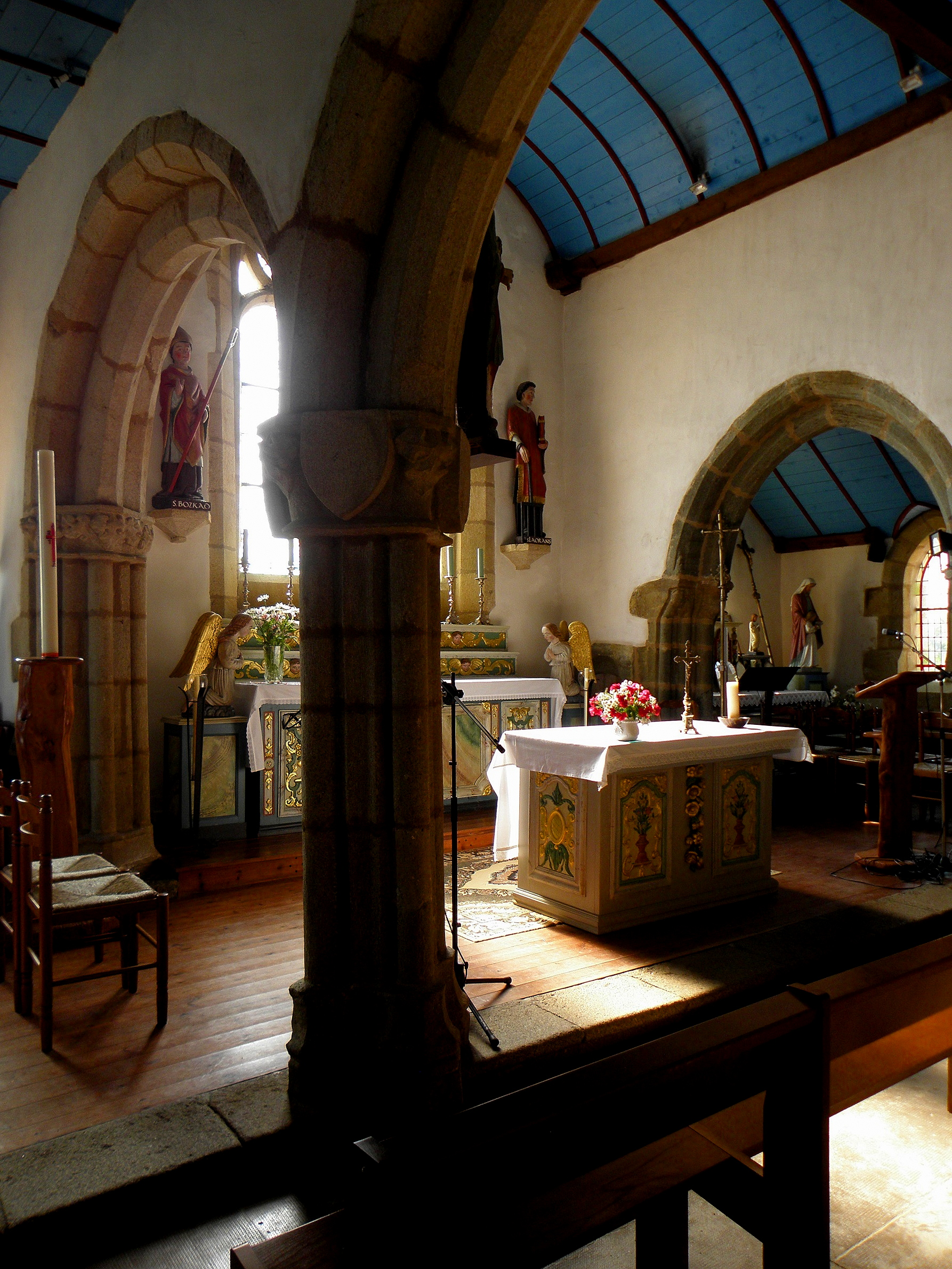
Blick zum Altar

Die Pfarrkirche St-Boscat ist aus einer Eigenkirche der Herren von Minven hervorgegangen, die vermutlich auf römischen Fundamenten errichtet wurde. Das Gebäude entstand im Kern am Übergang vom 13. in das 14. Jahrhundert. Die heutige Baugestalt entstand bei einem tiefgreifenden Umbau des Gotteshauses im 15. Jahrhundert, die der Bauschule von Pont-Croix ähnelt.
St-Boscat ist ein dreischiffiger Sakralbau. Die drei Schiffe befinden sich unter einem gemeinsamen Schleppdach. Typisch für die Region ist der lange Chor, bei dem die Seitenschiffe aus dem Langhaus weitergeführt werden. Über dem Chorbogen zwischen Kirchenschiff und Chorraum erhebt sich ein steinerner Maßwerkdachreiter. 1848 sowie 1896/98 fanden umfangreiche Renovierungsarbeiten an der Kirche statt.